# Indonesia AirAsia
PT. Indonesia AirAsia (Indonesia AirAsia) là một hãng hàng không giá rẻ tại Jakarta, Indonesia. Hãng có những chuyến bay trong nước, quốc tế và là một công ty con của AirAsia. Căn cứ chính của hãng đặt tại Sân bay quốc tế Soekarno-Hatta, Jakarta. Cho đến tháng 7 năm 2010, Indonesia Air Asia, cùng với nhiều hãng hàng không Indonesia bị cấm bay đến EU vì lý do an toàn. Tuy nhiên lệnh cấm đã được dỡ bỏ vào tháng 7 năm 2010. Ngày 15 Tháng Tư năm 2009, tất cả các chuyến bay nội địa của AirAsia từ Jakarta sẽ hoạt động tại nhà ga 3 nhưng các chuyến bay quốc tế vẫn ở nhà ga 2. Trước khi có T3, hãng hàng không đã bay từ Terminal 1C. Indonesia AirAsia được xem là hãng hàng không loại 1 của Cục hàng không dân dụng Indonesia cho chất lượng an toàn hàng không.

## Lịch sử
Năm 1999, hãng được thành lập với tên Awair' ('Air Wagon quốc tế) bởi Abdurrahman Wahid, cựu Chủ tịch của tổ chức Nahdlatul Ulama Hồi giáo. Ông đã có 40% cổ phần trong hãng hàng không mà ông từ đã bỏ, sau khi được bầu làm tổng thống của Indonesia trong tháng 10 năm 1999. Hãng bắt đầu hoạt động vào ngày 22 tháng 6 năm 2000 với chiếc máy bay Airbus 300/310, nhưng tất cả các chuyến bay đã bị đình chỉ vào tháng Ba 2002. Awair bắt đầu hoạt động ở Indonesia là một kết hợp của AirAsia vào tháng 12 2004. Ngày 1 tháng 12 năm 2005 Awair đổi tên thành Indonesia AirAsia phù hợp với các hãng hàng không AirAsia có thương hiệu khác trong khu vực. AirAsia nắm 49% trong hãng hàng không này.

## Điểm đến

### Châu Á
- Indonesia
  - Java
    - Bandung - Sân bay quốc tế Husein Sastranegara
    - Jakarta - Sân bay quốc tế Soekarno-Hatta Trạm trung chuyển chính
    - Surabaya - Sân bay quốc tế Juanda
    - Yogyakarta - Sân bay quốc tế Adisucipto

  - Quần đảo Nusa Tenggara
    - Denpasar - Sân bay quốc tế Ngurah Rai Trạm trung chuyển

  - Sumatra
    - Medan - Sân bay quốc tế Polonia
- Malaysia
  - Kota Kinabalu - Sân bay quốc tế Kota Kinabalu
  - Kuala Lumpur - Sân bay quốc tế Kuala Lumpur Trạm trung chuyển
  - Penang - Sân bay quốc tế Penang
- Singapore
  - Sân bay quốc tế Singapore Changi - Trạm trung chuyển
- Thái Lan
  - Bangkok - Sân bay quốc tế Suvarnabhumi
- Vietnam
  - Thành phố Hồ Chí Minh - Sân bay quốc tế Tân Sơn Nhất

### Châu Đại Dương
- Úc
  - Perth, Tây Úc - Sân bay Perth

### Điểm đến trước đây
- Indonesia - Balikpapan, Batam, Makassar, Padang, Palembang, Solo
- Malaysia - Kuching

## Máy bay
Tính đến tháng 6/2021:
Đội bay ngừng sử dụng:
- Airbus A310
- Boeing 737-300